# 크리스티나 무어
크리스티나 무어(Christina Moore, 1973년 4월 12일 ~ )는 미국의 배우이다.

## 출연 작품
- 아이 빌리브 인 산타 (2022) - 리사 역
- 더트 (2018)
- 프레이 포 레인  (2017)
- 러닝 와일드 (2017)
- The Dog Lover (2016)
- 스펌 도너 (2012)
- 본 투 레이스 (2011)
- 델타 파스 (2007)
- 위드아웃 어 패들 (2004)
- 텐 미니츠 - 첼로 (2002)
- 사랑의 악마 (1998)

### 텔레비전
- 베벌리힐스 아이들 (1996)
- 요절복통 70쇼 (2003-04)
- 90210 (2008-09, 2013)
- 호손 (2009-11, Hawthorne)